# Philippuskirche (Rummelsberg)

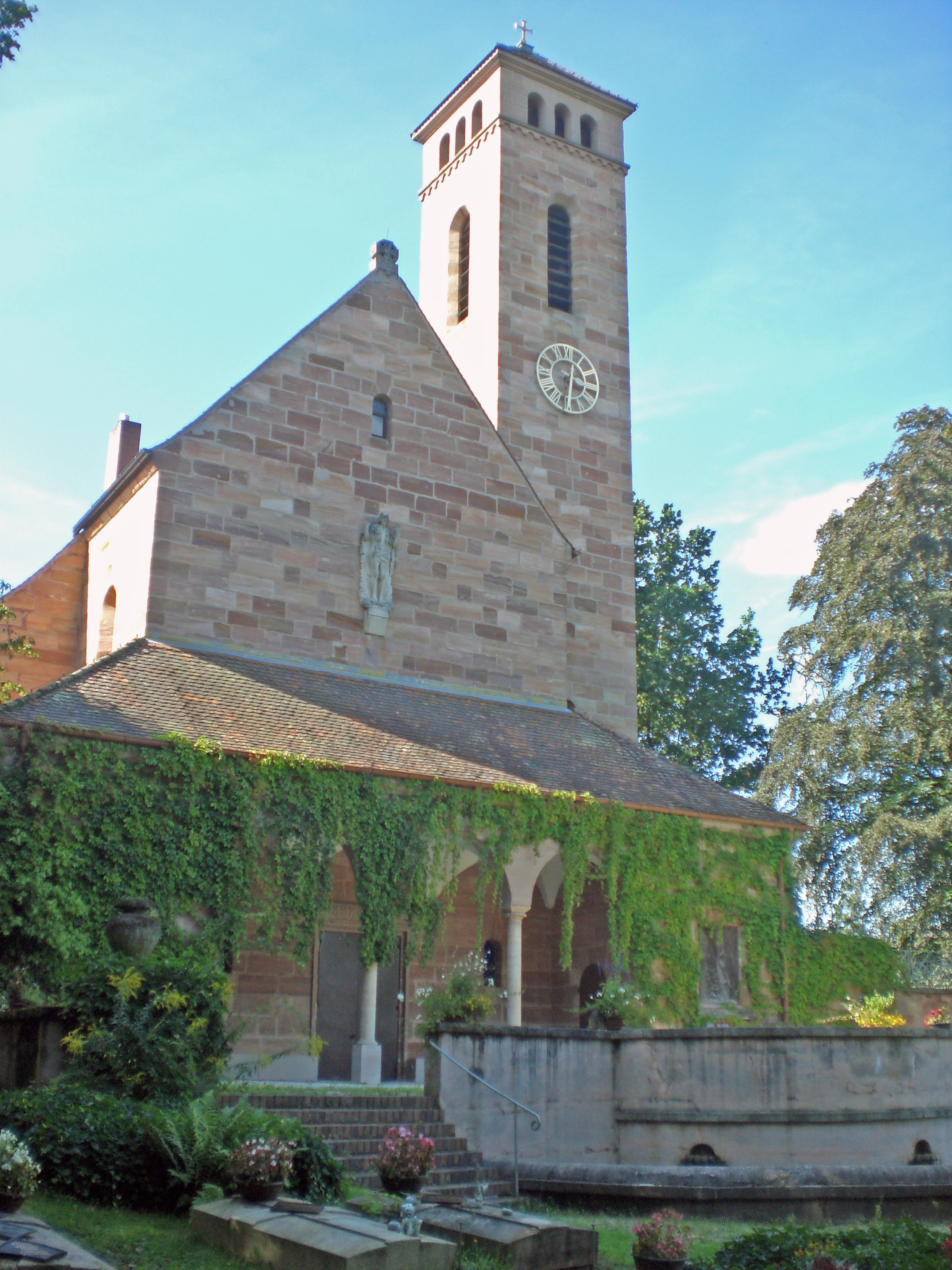
Philippuskirche vom Friedhof gesehen (2023)

Die Philippuskirche ist eine evangelisch-lutherische Kirche in Rummelsberg, einem Gemeindeteil der Gemeinde Schwarzenbruck im Landkreis Nürnberger Land (Mittelfranken, Bayern). Die Pfarrei Rummelsberg gehört zum Dekanat Altdorf im Kirchenkreis Nürnberg der Evangelisch-Lutherischen Kirche in Bayern.

## Geschichte
Die romanisierende Kirche wurde in den Jahren 1924 bis 1927 nach Planungen von Christian Ruck erbaut.:5 Die Währungsreform von 1924 stellte die örtliche Kirchengemeinde vor große Probleme, da das für den Kirchenbau angesparte Geld plötzlich nichts mehr wert war. Der Bau wurde trotzdem vollendet.
Am Bau des Kirchengebäudes waren damals lediglich die „Zöglinge“ (Jungen der heutigen Jugendhilfe) und Diakonenschüler der Rummelsberger Brüderschaft beteiligt. Der örtliche Sandstein wurde per Hand im naheliegenden Steinbruch abgebaut, zum Bauplatz gebracht und aufgebaut. Im Andenken an die beteiligten Brüder wurden an der Decke des Mittelschiffs 128 Sterne (einer pro Bruder) angebracht. Erst im Nachhinein würdigte man die unentgeltliche Arbeit der damaligen „Zöglinge“, indem ein weiterer Stern an der Decke unterhalb der Empore angebracht wurde.
Das Altarbild zeigt die sieben Werke der Barmherzigkeit von denen Jesus in Mt 25,31–46  spricht. In Anlehnung an die Berufung der ersten Diakone wird hier Philippus als Verbinder von praktischem Tun und Verkündigung abgebildet. Dies bildet die Grundlage der Diakonie und die sieben Werke das Leitmotiv der Rummelsberger Diakonie. Das Kreuz hat die ursprüngliche T-Form und der Gekreuzigte nimmt eine segnende Haltung mit den Armen nach oben ein, was die Beauftragung der Diakoninnen und Diakone, die direkt von Gott kommt, symbolisiert. Neben dem Kreuz sind Johannes der Täufer und Maria (vermtl. Magdalena) dargestellt. Das Altarbild wurde von Annemarie Naegelsbach gestaltet.
Wesentliche Veränderungen brachte eine Renovierung 1971 durch den Architekten Johannes Conrad mit sich: Der ehemalige Hochaltar wurde von der Wand weggerückt und zu einem Volksaltar umfunktioniert. Auch die bisher durchgängigen Bänke wurden entfernt und durch flexibel positionierbare Stühle ersetzt, die 2019 nochmals erneuert wurden.

## Beschreibung

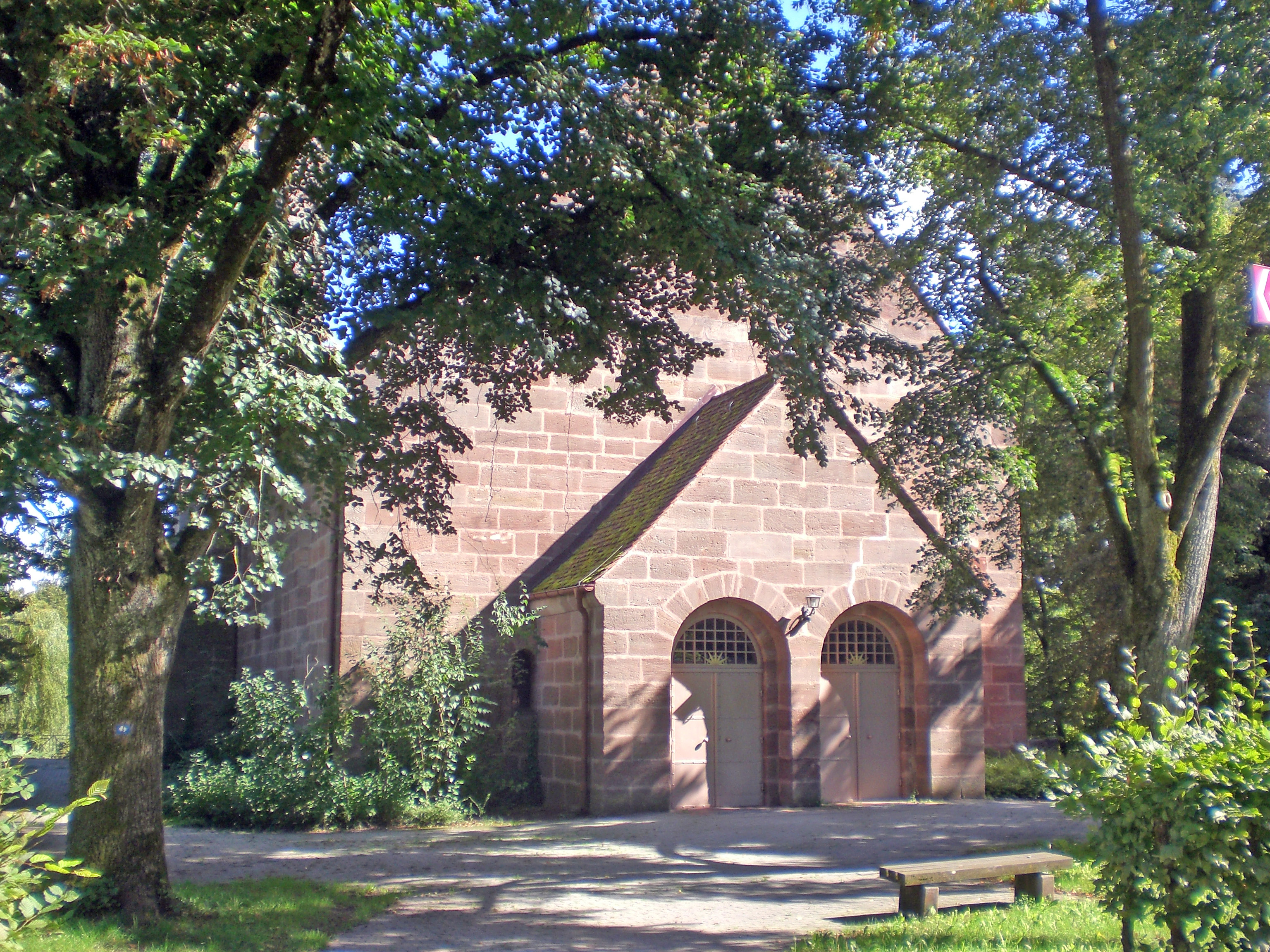
Der Eingang (2023)

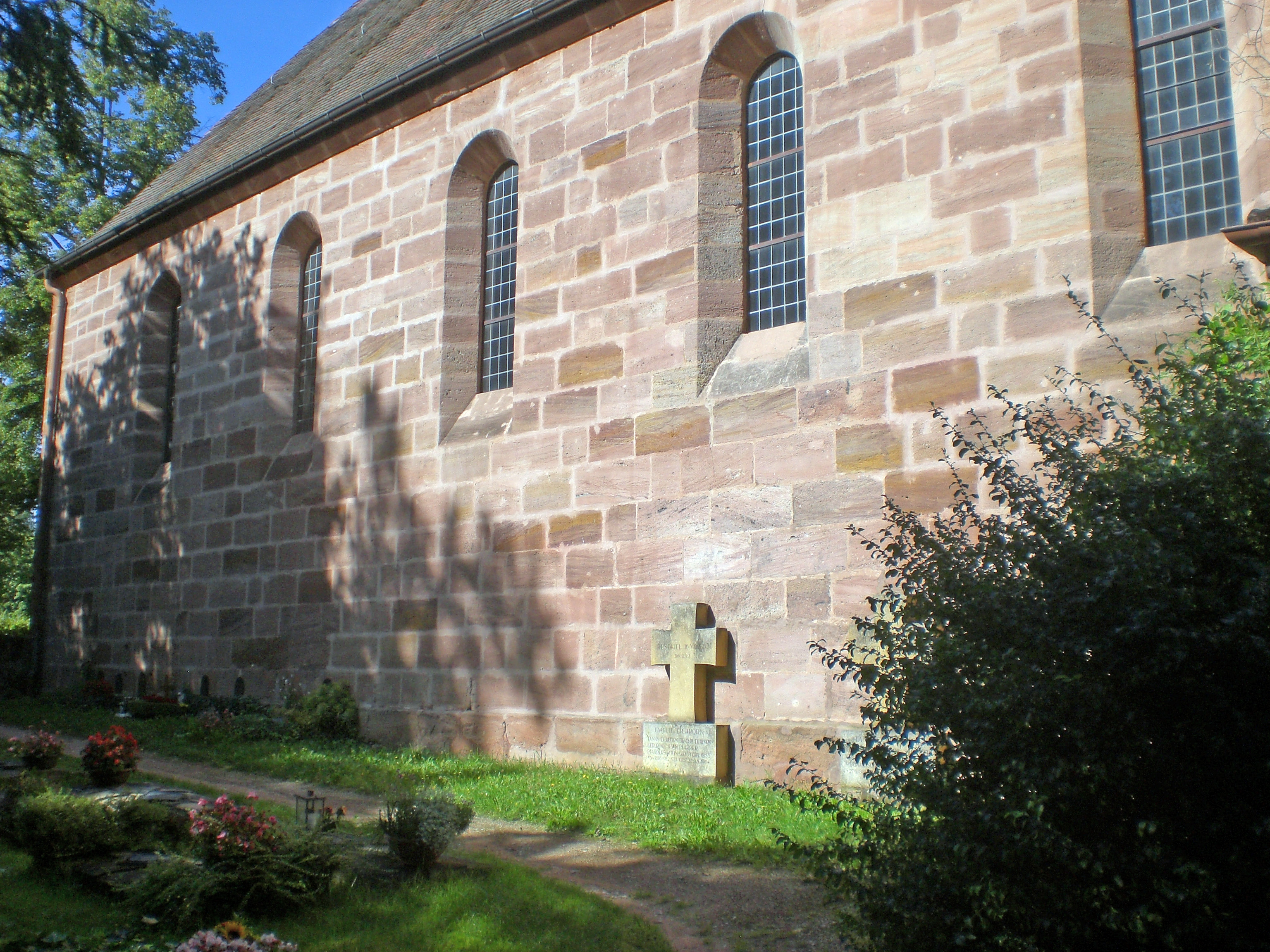
Seitenansicht (2023)

Das Gebäude besitzt einen schlank aufragendem Chorflankenturm, eine Arkadenhalle und eine Gruft unter dem Chor und wurde aus dem örtlich anstehenden Burgsandstein errichtet. Die Gruft wurde 2015 erneuert und bietet heute als Tageskapelle die Möglichkeit zum Aufenthalt und für spirituelle Veranstaltungen.
Im Turm befindet sich ein vierstimmiges Geläut, das es′-g′-b′-c′′ gestimmt ist und 1926 von „Schilling & Lattermann“ gegossen wurde. Es wird bis heute von Hand geläutet. Diese Aufgabe übernehmen die Studierenden der Ausbildung zur Diakonin / zum Diakon als Küsterinnen und Küster.
Die 1971 von Orgelbau Schmid eingebaute Kirchenorgel wurde 2002 in die Nikolaikirche in Rostock verschafft und durch einen Neubau von Orgelbau Sandtner ersetzt, der dank der ruhigen Lage der Kirche auch gelegentlich für Konzerte und Tonaufnahmen von Orgelwerken verwendet wird.
Die Kirche ist umgeben von dem etwa 3000 m² großen alten Friedhof mit liegenden Grabsteinen, der von einer Friedhofsmauer aus Sandstein umfriedet ist. Die Philippuskirche und der alte Friedhof stehen unter Denkmalschutz.
Südlich schließt sich der über zwei Hektar große Friedhof „Bestattung unter Bäumen“ an, der 2007 angelegt wurde. Hier ist es möglich, seine Asche unter einem ausgewählten Baum bestatten zu lassen. Die Urne löst sich mit der Zeit auf und so geht die Asche in den Wald und den Baum über. Der Waldfriedhof ist konfessionsunabhängig.
Die Kirche liegt am Fränkischen Jakobsweg.

## Spirituelles Leben
Die Philippuskirche Rummelsberg kann für Kasualfeiern (Trauung, Taufe, Bestattung) und Andachten bei Tagungen, Fortbildungen etc. über das Pfarramt angemietet werden.
Neben der Kirchengemeinde nutzen auch die Diakoninnengemeinschaft Rummelsberg und die Rummelsberger Brüderschaft die Philippuskirche als spirituellen und liturgischen Ort. Die Kirche bietet den Studierenden Möglichkeiten, Andachten und Gottesdienste zu gestalten und das liturgische Handeln zu erlernen. Dies wird durch die Übernahme des Küsterdienstes verstärkt. Jedes Jahr werden die ausgebildeten Diakoninnen und Diakone in einem Festgottesdienst in das Diakonenamt eingesegnet und in den landeskirchlichen/diakonischen Dienst gesendet.
Der Hauptgottesdienst findet sonntags um 10.00 Uhr statt.

## Orgel

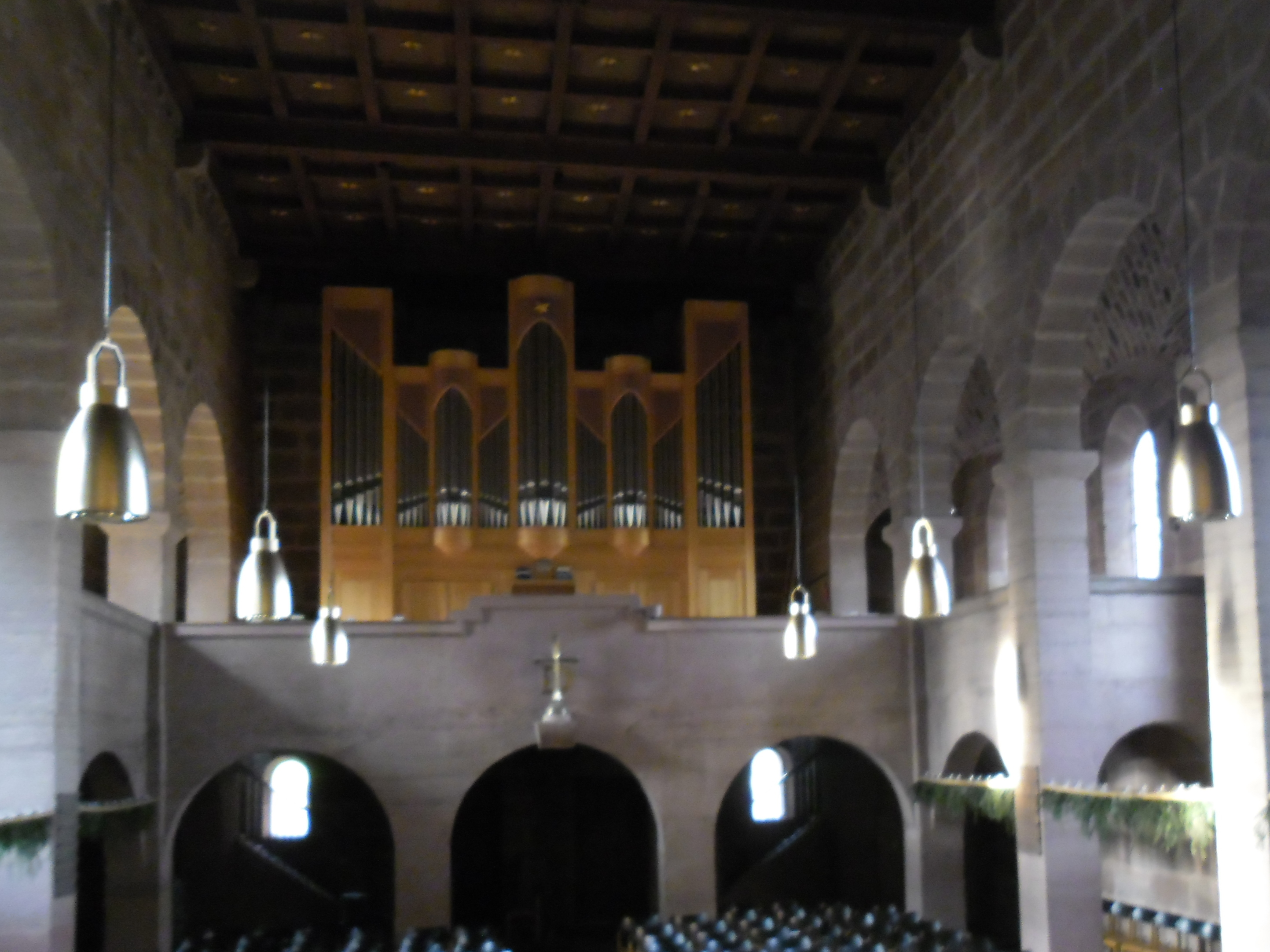
Blick zur Sandtner-Orgel (2012)

Die Orgel wurde 2002 von der Firma Orgelbau Sandtner erbaut, welche ein Instrument der Firma Schmid aus dem Jahr 1971 ersetzte. Sie hat eine mechanische Spiel- und Registertraktur. Die Stimmung ist gleichstufig. Das Instrument hat folgende Disposition:
| I Hauptwerk       |       |
| Bourdon           | 16′   |
| Principal         | 08′   |
| Copel             | 08′   |
| Portunalflöte     | 08′   |
| Octave            | 04′   |
| Superoctave       | 02′   |
| Mixtur IV–V       | 1 ⁄3′ |
| Cornet 5f., ab b° |       |
| Trompete          | 08′   |

| II Schwellwerk  |        |
| Hohlflöte       | 08′    |
| Salicional      | 08′    |
| Unda maris      | 08′    |
| Traversflöte    | 04′    |
| Fugara          | 04′    |
| Nasard          | 2 ⁄3′  |
| Piccolo         | 02′    |
| Terz            | 1 3⁄5′ |
| Mixtur IV       | 02′    |
| Trompette harm. | 08′    |
| Oboe            | 08′    |
| Tremulant       |        |

| Pedal      |     |
| Subbaß     | 16′ |
| Octavbaß   | 08′ |
| Gedecktbaß | 08′ |
| Octave     | 04′ |
| Posaune    | 16′ |
| Trompete   | 08′ |

- Koppeln: II/I, I/P, II/P
- Zimbelstern